# Réserve naturelle nationale des Ballons comtois
Créée en 2002, la réserve naturelle nationale des Ballons comtois (RNN153) est située en France, au sud-ouest du massif des Vosges, à cheval sur deux régions et trois départements :
- la Bourgogne-Franche-Comté : départements de la Haute-Saône et du Territoire de Belfort,
- le Grand Est : département des Vosges.

La réserve constitue l'une des cinq réserves naturelles nationales des Hautes-Vosges. Elle occupe une superficie de 2260 hectares autour du ballon de Servance et dans le massif du ballon d'Alsace.
La réserve protège un territoire essentiellement forestier, de moyenne altitude, au climat rude, abritant plusieurs espèces patrimoniales. Elle est cogérée par le parc naturel régional des Ballons des Vosges et l'Office national des forêts.

## Géographie

### Description

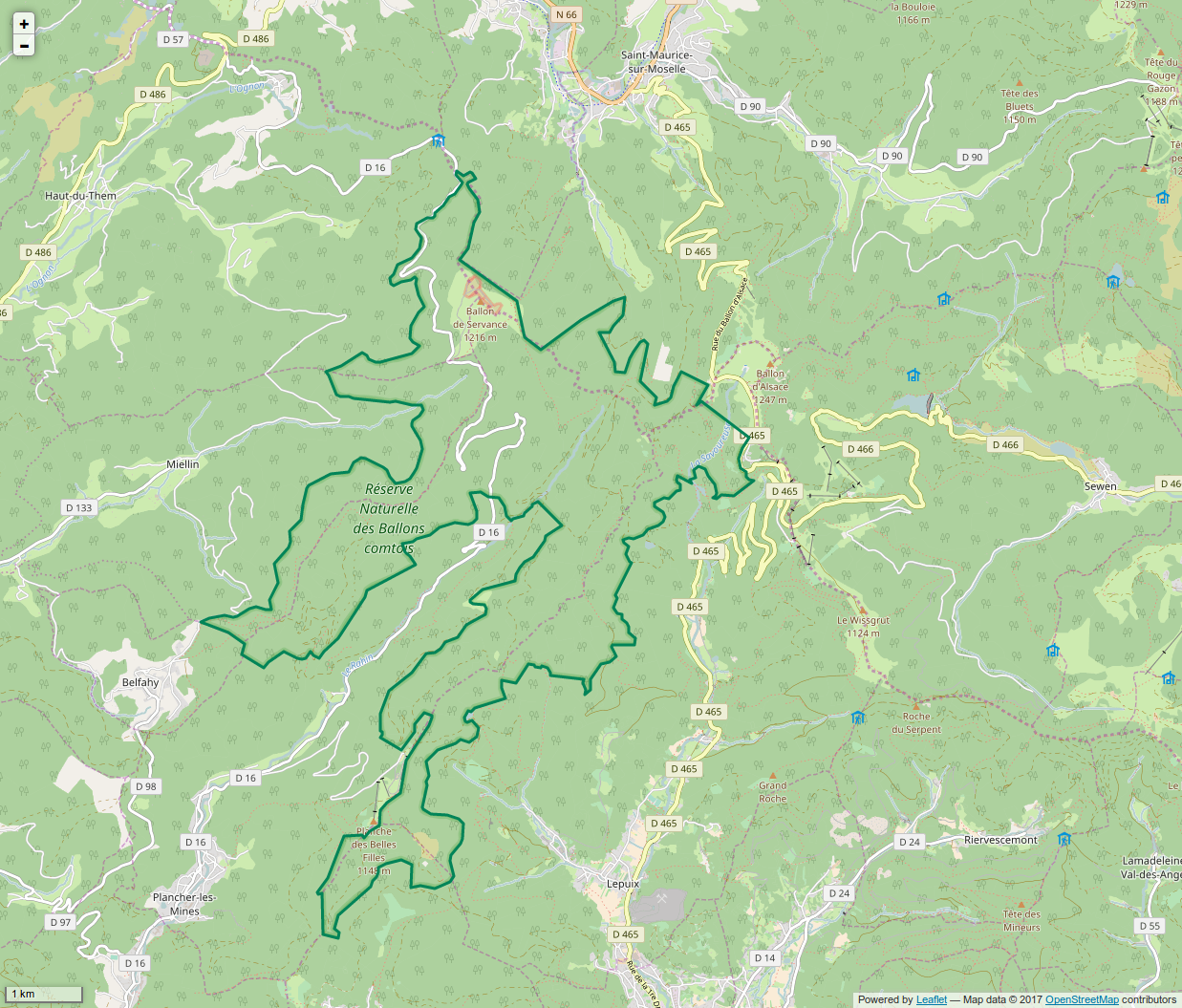
Périmètre de la réserve naturelle.

Le territoire de la réserve naturelle se trouve dans les départements de la Haute-Saône (à 70 %), du Territoire de Belfort (à 23 %) et des Vosges (à 7 %). Situé à l'extrémité méridionale des Vosges, il concerne les communes d'Auxelles-Haut, Château-Lambert, Lepuix, Miellin, Plancher-les-Mines et Saint-Maurice-sur-Moselle. 
Le territoire de la réserve est structuré par trois lignes de crêtes dépassant les 1000 m d'altitude :
- une crête orientée NO / SE, du ballon de Servance au secteur des Fagnes du Ballon d'Alsace (sous le sommet de ce dernier) ;
- une crête orientée NE / SO, du ballon de Servance aux hauteurs de Belfahy, comprenant le plateau de Bravouse et sa tourbière ;
- une crête parallèle à la précédente, et qui avec elle définit la vallée du Rahin, s'étend du secteur des Fagnes à la Tête des Sapins, et comprend le secteur de la Grande Goutte et son refuge, la Haute-Planche (mais exclut son sommet et ses pistes de ski, à la Planche des Belles Filles) et le ballon Saint-Antoine.

Ces trois lignes de crêtes forment quatre bassins versants.
Le point culminant de la réserve est le ballon de Servance, à 1 216 mètres d'altitude. L'altitude la plus faible est de l'ordre de 745 mètres, en forêt de la Beucinière à Lepuix .
Les sommets du ballon d'Alsace et de la Planche des Belles Filles, bien que proches, ne font pas partie de la réserve.
Le site est recouvert à 95 % par la forêt et le substrat granitique est faiblement acide.  
Une partie du territoire de la réserve forme une réserve biologique intégrale.

### Climat et hydrographie

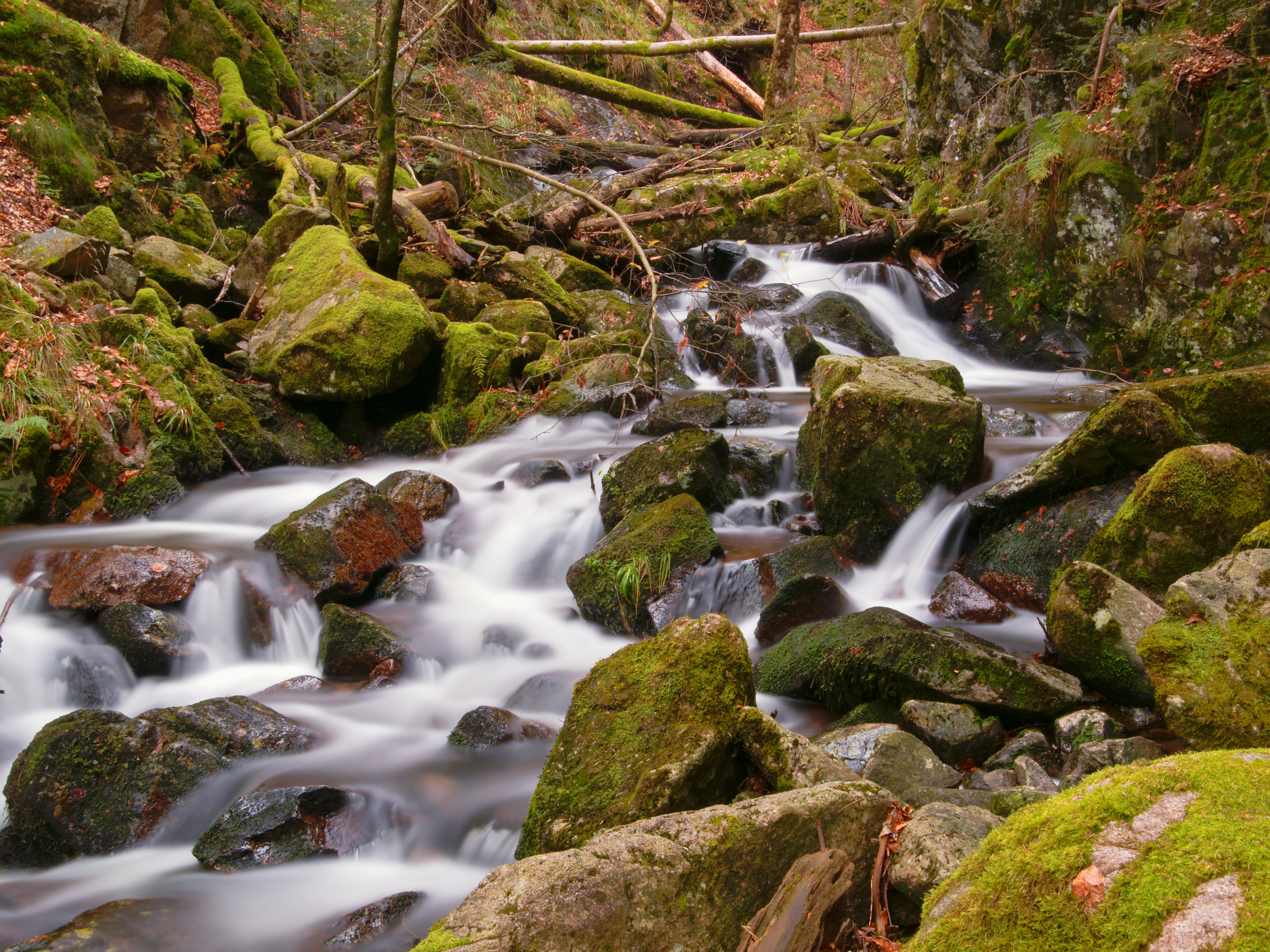
La Savoureuse à Lepuix.

Le climat semi-continental, à caractère montagnard, est caractérisé par un contraste important entre des hivers longs et rigoureux et des étés qui peuvent être très chauds et orageux. L’amplitude thermique annuelle comprise entre 20 et 30 °C, est particulièrement élevée. Les températures moyennes sont comprises, pour les années 1999 à 2004, entre 5,8 °C et 10,7 °C avec un minimum des températures minimales moyennes de 2,5 °C en 2001 à la Planche des Belles Filles et un maximum des températures maximales moyennes de 16 °C pour la station de Plancher-les-Mines en 2003. Les gelées printanières peuvent se produire jusqu’en juin.
Outre les effets de l’altitude, une influence océanique est à l’origine des précipitations importantes (plus de 1 800 mm par an au Ballon de Servance) à répartition annuelle plus ou moins régulière. Il n’y a donc pas de saison sèche. Cela tient en particulier au fait que le massif vosgien constitue un premier obstacle sur le parcours des vents d’ouest dominants. Pour comparaison, en hiver, la ville de Lure, située à 30 km à l’ouest du massif, est deux fois moins arrosée que celui-ci. Le record annuel pour la station de Plancher-les-Mines pour la période 1998 à 2002 est de 2 787 mm en 1999. Les chutes de neige sont fréquentes de novembre à mai.
Du point de vue hydrogéologique, le secteur jouit d’une situation privilégiée liée à la très forte pluviosité locale et à sa localisation sur une ligne de partage des eaux entre les bassins du Rhin et du Rhône. On distingue quatre réseaux hydrographiques distincts : ceux du Rahin, de l'Ognon, de la Savoureuse et de la Moselle, les trois premiers appartenant au bassin versant du Rhône et le dernier à celui du Rhin.

### Géologie

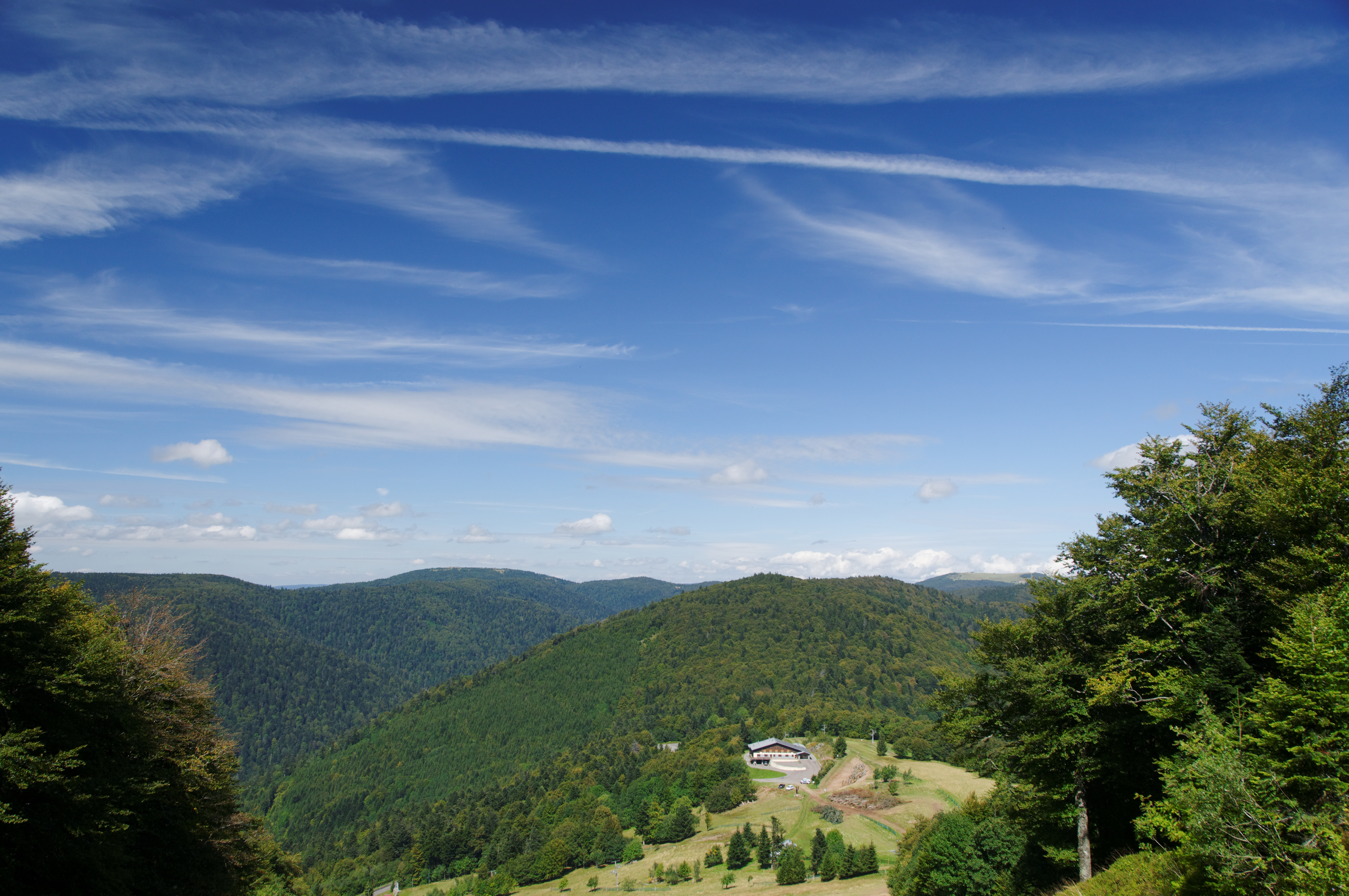
La Planche des Belles Filles.

La réserve naturelle couvre une partie de la retombée méridionale des Vosges. Il s’agit du socle plissé du massif hercynien vosgien, formé d’une série volcano-sédimentaire d’âge Viséen (étage du Carbonifère inférieur) traversée par des granites intrusifs et des roches associées d’âge tardi-viséen. Ainsi, la moitié sud de la réserve est constituée de la série volcano-sédimentaire et la partie nord d’un pluton granitique affleurant du col des Croix au Ballon d’Alsace. La roche qui forme ce pluton est un granite porphyroïde à amphibole et biotite. Les restes du toit de l’intrusion granitique sont visibles, disséminés par petites touches au sein de ce granite ou affleurant sur une large surface au sud de ce pluton (et au nord, à l’extérieur de la réserve) : il s’agit de syénodiorites ou de microgranites.
Les grès du Trias inférieur, transgressifs sur le socle plissé hercynien, sont encore présents dans la région : il en reste un placage sur le plateau de Bravouse. La couverture sédimentaire a été décapée au cours d’une longue phase d’évolution continentale depuis la fin du Jurassique, ce qui a entraîné une dénivellation de plus de 900 m sur 45 km.

## Histoire du site et de la réserve
L’occupation du massif et sa mise en valeur sont intervenues relativement tôt dans l’histoire, et sont dues aux moines des abbayes de Lure et de Remiremont. Ainsi, si certains milieux sont proches de l'état naturel (tourbières ou éboulis), le massif présente néanmoins une forte anthropisation.

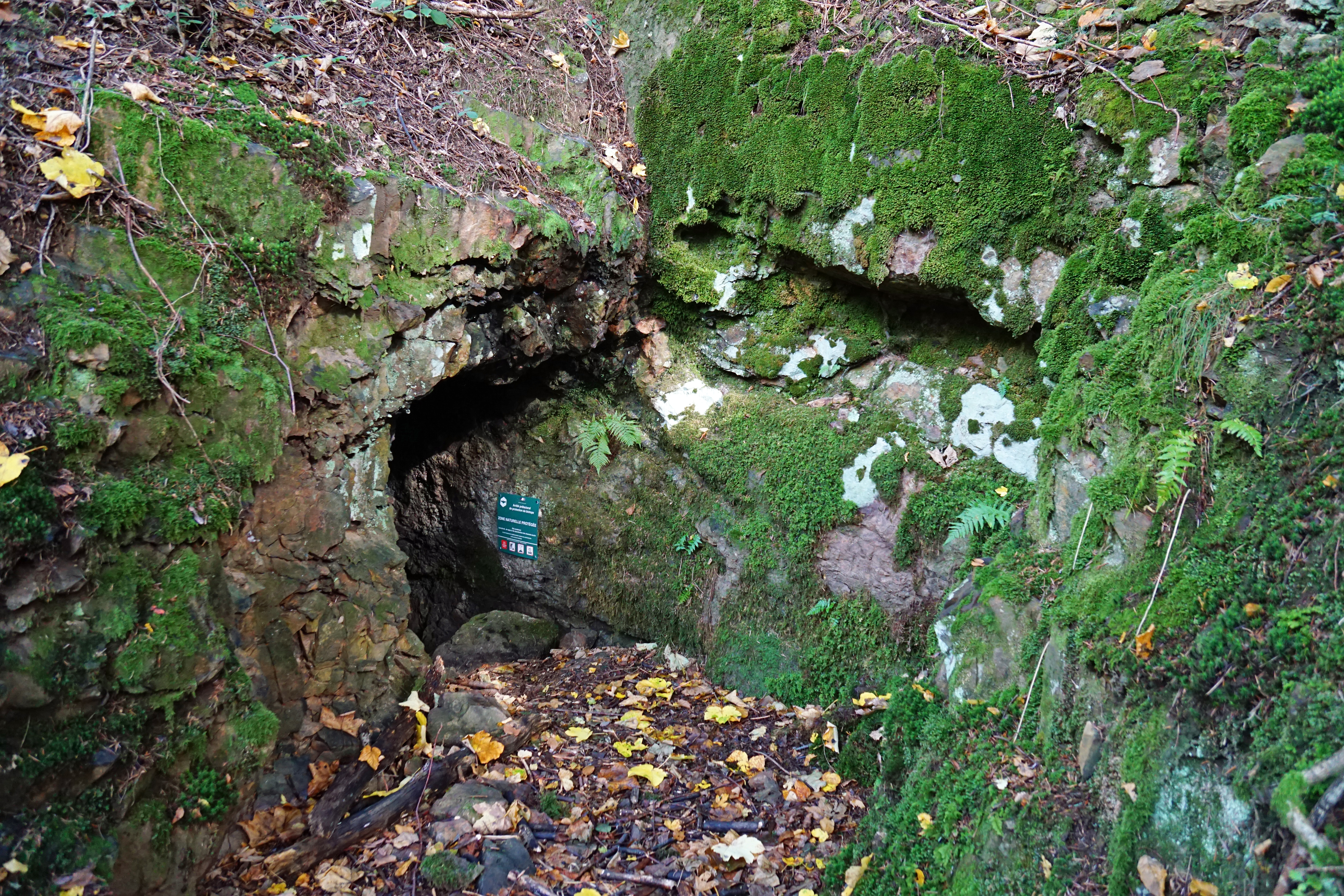
Entrée de mine à Plancher-les-Mines.

Dès la colonisation de ce massif forestier au Moyen Âge, la pauvreté des sols fait du pâturage en forêt un enjeu majeur. Ainsi, la forêt devient une pièce essentielle de la vie locale, en tant que moyen de survie pour les populations villageoises qui y laissent leurs bêtes en pâture mais aussi source de richesse des seigneurs et abbés, possesseurs des pâturages qui ne cessent de s’accroître au détriment de l’arbre. L'exploitation de la richesse minérale du sous-sol est également un enjeu stratégique pour les États riverains du massif. Des mines et des fonderies apparaissent alors.
L’essor industriel de la région est très précoce et entraîne, dès le XVIIe siècle, le développement des scieries, des forges mais surtout des verreries, en quête de bois. La consommation de bois augmente encore avec les besoins militaires à la Révolution. Ensuite les exploitations agricoles en montagne sont progressivement abandonnées et la montagne se referme. La guerre de 1870 fait du massif une zone frontalière, à proximité de la frontière avec l'Empire allemand. Des routes et forts sont construits. En 1921, une partie de la forêt du Ballon d’Alsace est achetée par l’État et devient domaniale. En 1936, deux routes sont construites par des chômeurs. À la suite des bombardements intensifs de la Seconde Guerre mondiale, les éclats de bombe et d’obus ne sont pas rares dans les arbres du massif.
Malgré leur apparente naturalité, les tourbières de la réserve naturelle ne sont pas vierges de toute atteinte. En effet, certaines d’entre elles ont fait l’objet d’une exploitation de la tourbe tandis que d'autres ont été aménagées pour des usages pastoraux jusqu’au milieu du XIXe siècle. Enfin, au moment de la prise de conscience de la valeur biologique de ces tourbières dans les années 1980, un choix d’intervention a été fait pour limiter leur fermeture par la végétation.
Outre leur origine secondaire démontrée par l’étude des sols, les zones de chaume ont toutes une histoire, plus ou moins longue, d’exploitation par l’homme.
Les caractères principaux ayant décidé de la création de la réserve naturelle sont :
- une diversité remarquable des milieux naturels représentés : forêts (95 % de la superficie du site), chaumes, tourbières, ravins, éboulis, gouttes (nom donné aux cours d’eau (torrents et ruisseaux) dans la région) ;
- une densité importante d’espèces végétales rares ou menacées ;
- une sous-population de Grand Tétras importante pour le massif vosgien[5].

## Écologie (Biodiversité, intérêt écopaysager…)

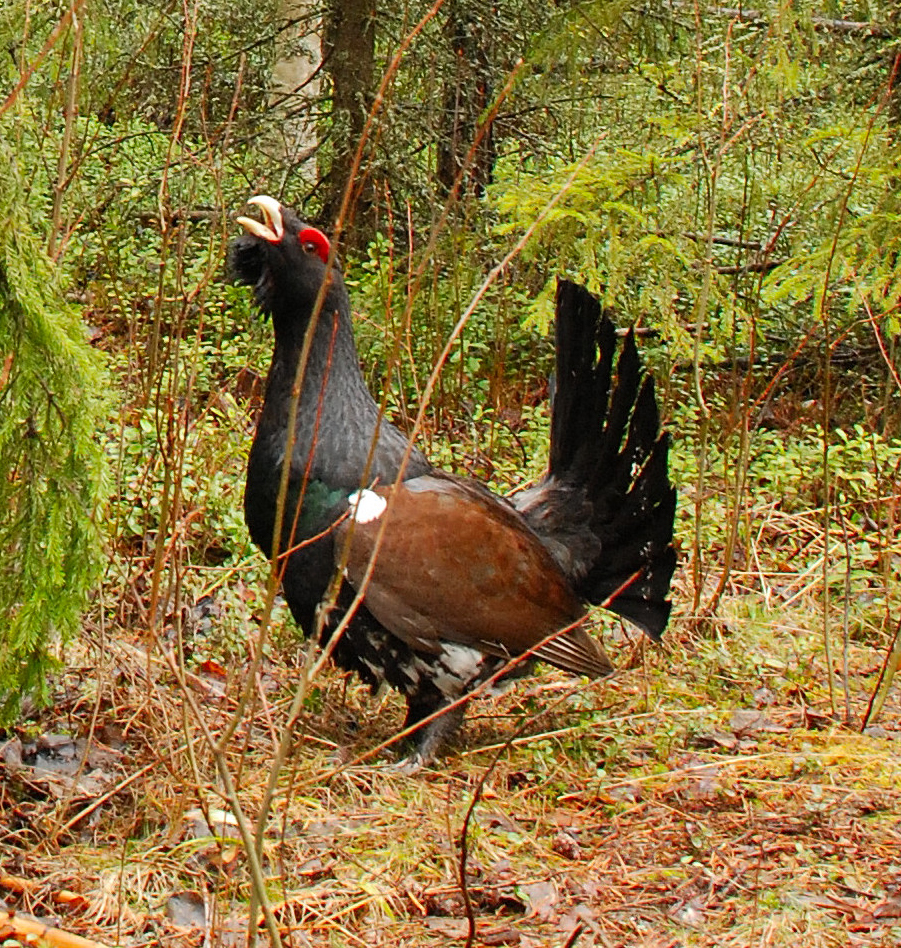
Grand Tétras.

La réserve naturelle est recouverte à 95 % par de la forêt de moyenne montagne. Les pentes parfois fortes peuvent être occupées par des éboulis et des falaises. Imbriqués en mosaïque dans ses habitats forestiers, des milieux tourbeux ou prairiaux (chaumes) confèrent à la réserve un fort potentiel d’accueil pour de nombreuses espèces animales et végétales. Ces milieux spécifiques abritent de fait une grande richesse faunistique, composée de 70 espèces animales vertébrées protégées, dont 10 % sont d’intérêt européen. Parmi elles, on compte le Grand Tétras, la Chouette de Tengmalm, le Faucon pèlerin… S’y ajoutent de nombreuses espèces végétales de montagne (fougères, orchidées, etc.). 
L’originalité du site réside dans la continuité de son espace forestier et la qualité de l’ensemble de ses milieux.

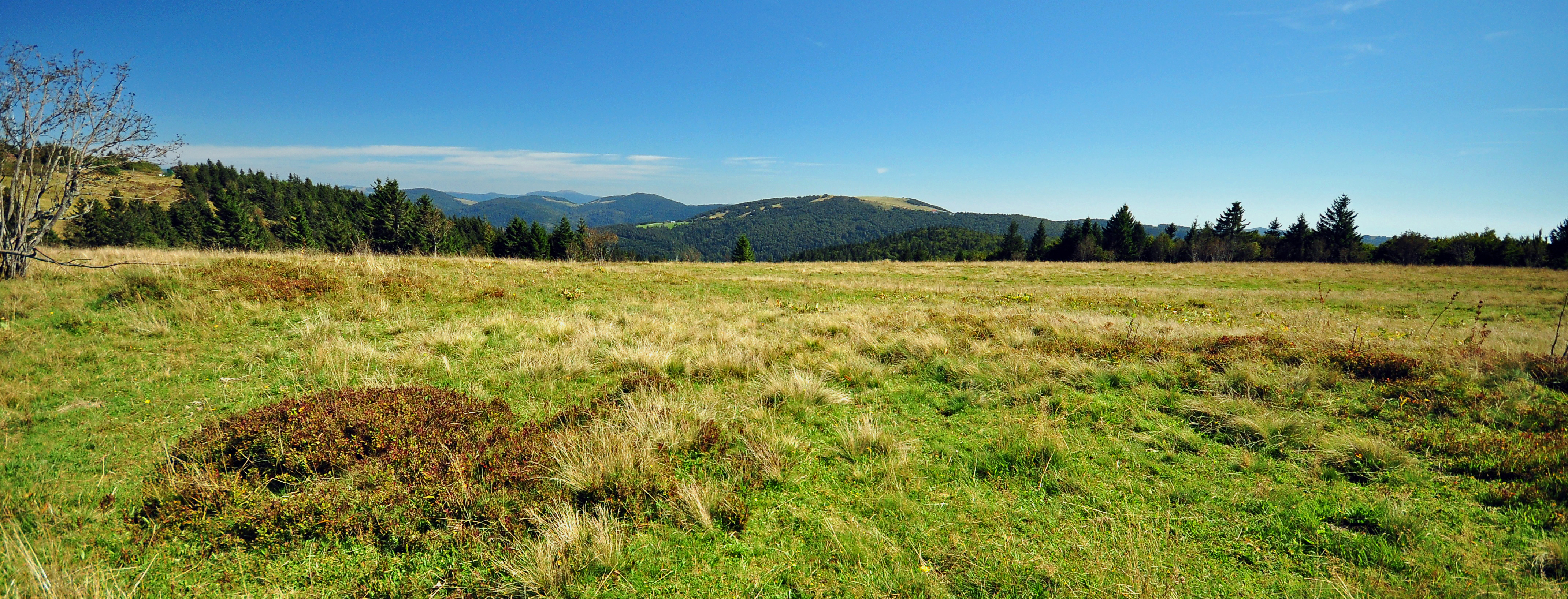
Chaume du ballon de Servance, en septembre 2012, avec le ballon d'Alsace à l'arrière-plan.

## Habitats et espèces

### Forêts

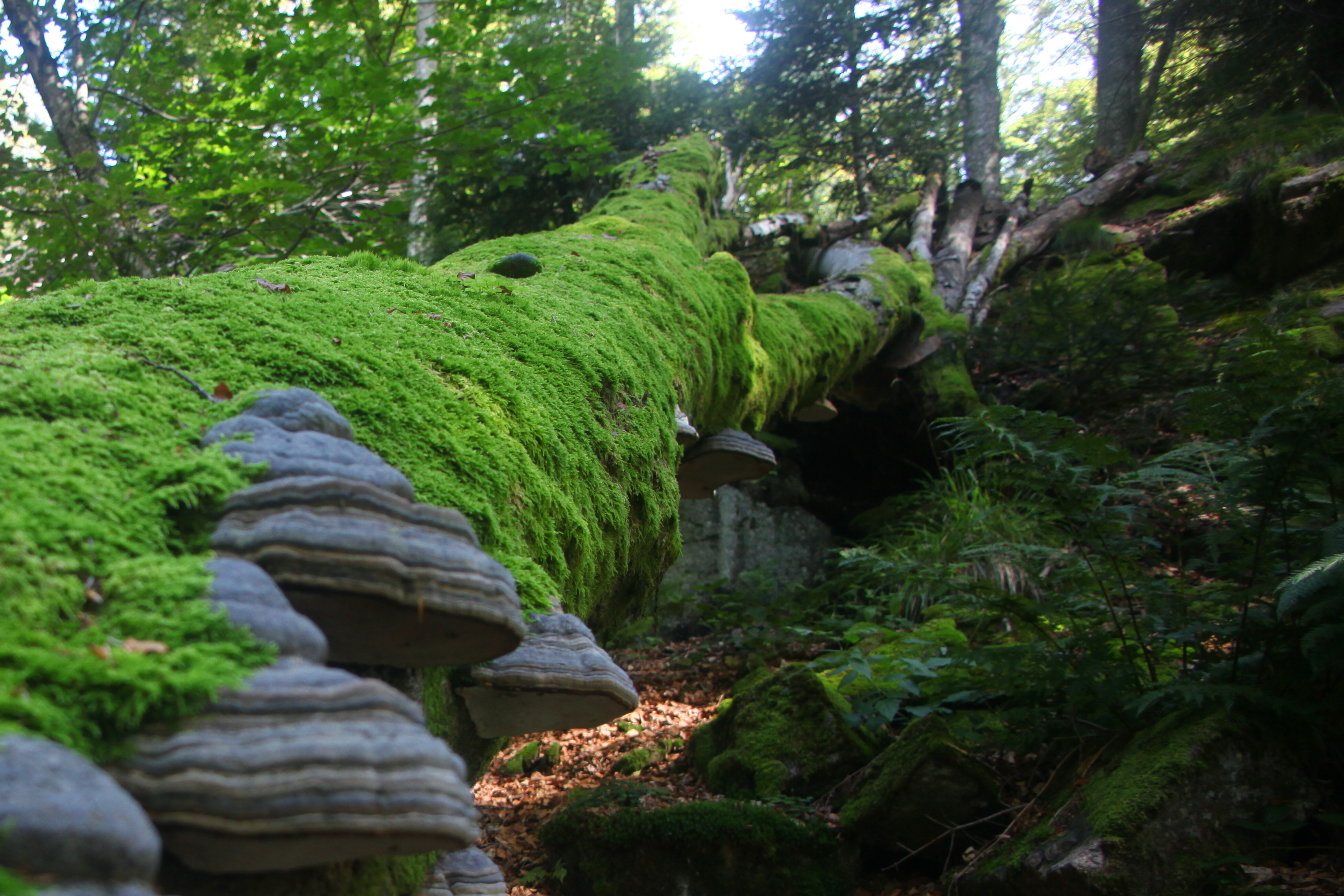
Bois mort couvert de mousses.

Elles constituent 95 % des habitats et accueillent des espèces comme le Chat forestier, le Lynx d'Europe, la Chouette de Tengmalm, le Pic noir ou le Grand Tétras.

#### Hêtraies-sapinières à luzule ou à fétuque des bois
Elles représentent plus de 90 % du peuplement forestier de la Réserve. En effet, les pentes de moyenne altitude, ainsi que le climat frais et humide, conviennent parfaitement au hêtre et au sapin. Dispensatrices d’ombre, ces essences engendrent un sous-bois peu touffu et peu diversifié. Divers groupements végétaux leur sont associés et varient en fonction de l’exposition et de la nature du sol : la luzule blanchâtre pousse sur sols acides, alors que la fétuque des bois préfère les sols plus neutres. Très répandues dans le massif vosgien, ces formations sont, en revanche, moins fréquentes à l’échelle européenne.

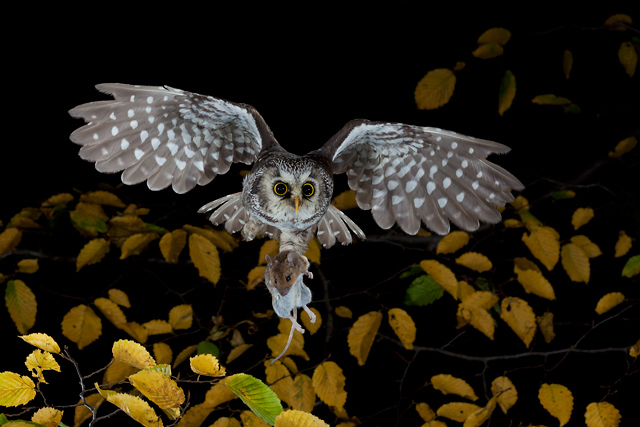
Nyctale de Tengmalm.

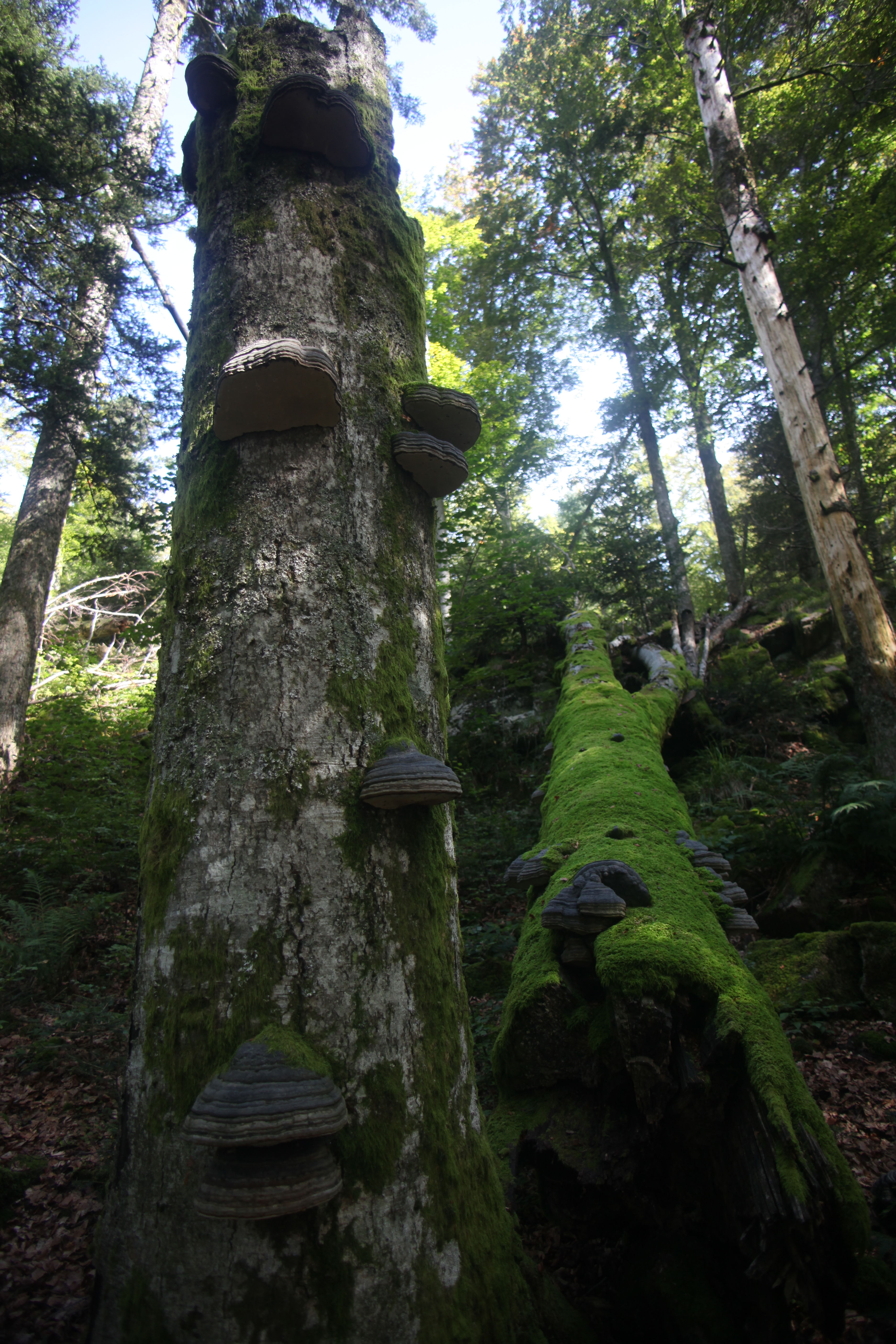
Bois mort dans la réserve biologique intégrale.

#### Hêtraies subalpines
Au-dessus de 1 100 m, près des crêtes, règnent les hêtres. À cette altitude, les vents desséchants et parfois violents limitent leur croissance et leur impriment une forme tourmentée (phénomène d'anémomorphose). Ce sont également les vents qui expliquent la rareté des résineux en altitude : du fait de leurs aiguilles persistantes, ces derniers sont trop sensibles au phénomène d’évapotranspiration, alors que les hêtres, en perdant leurs feuilles, s’en protègent en partie. La hêtraie subalpine est peu répandue dans la Réserve puisqu’elle ne couvre qu’environ 2,5 % de la superficie forestière totale, mais elle possède une grande valeur patrimoniale.

#### Érablaies de pente et de ravin
Représentant moins de 2 % de la superficie forestière, cette forêt claire, dominée par l’érable sycomore, se développe essentiellement sur les éboulis. La strate arbustive est dominée par le sureau, le groseillier des Alpes ou encore le noisetier. La strate herbacée, discontinue, regroupe de nombreux champignons et plantes, parmi lesquelles la lunaire vivace et l’impatiente-ne-me-touchez-pas. Cette mosaïque de végétaux et d’éboulis est particulièrement remarquable pour sa flore luxuriante et la multitude de niches écologiques offertes. Les érablaies jouent un rôle important dans la protection des sols en limitant leur érosion.

#### Aulnaies frênaies
Il s’agit d’une forêt qui borde les rivières à eaux vives et occupe les fonds de vallons. Présente de manière marginale (trois hectares), cette ripisylve forme des galeries étroites au-dessus des cours d’eau, où se mêlent aulnes, frênes, érables sycomores, saules et coudriers. Le sous-bois est couvert de hautes herbes caractéristiques des mégaphorbiaies.

### Abrupts rocheux et éboulis

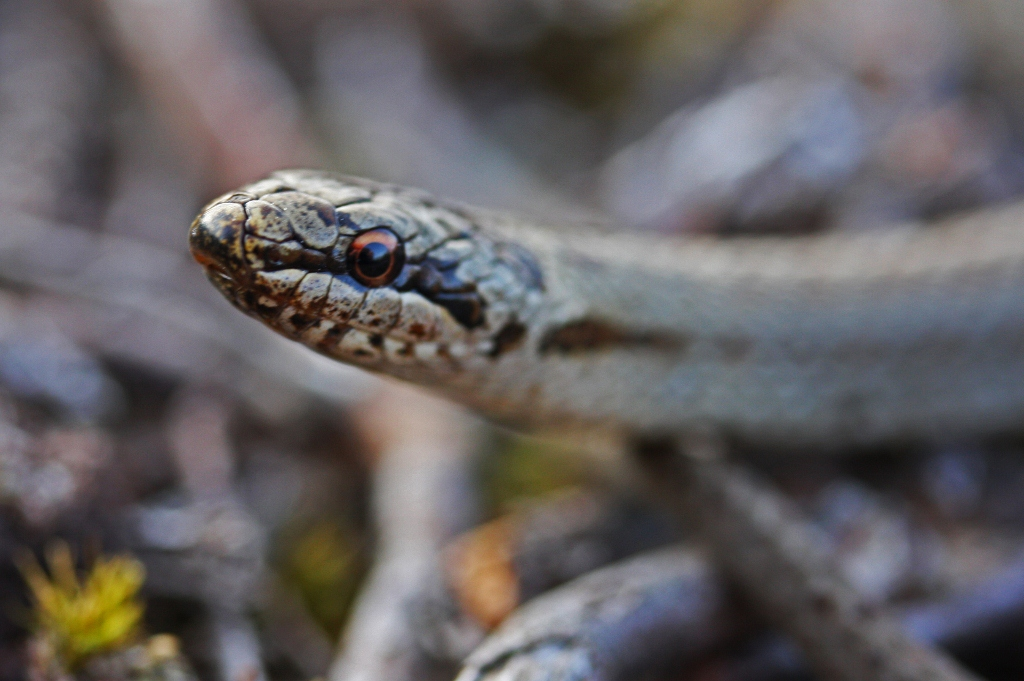
Coronelle lisse.

Quelle que soit l’altitude, on trouve des milieux rocheux sur les versants pentus de la réserve naturelle. La roche est plus ou moins fragmentée et laisse se développer une végétation éparse. Ces habitats, imbriqués dans la forêt, présentent une valeur patrimoniale élevée et accueillent le Faucon pèlerin, le Lézard des murailles ou la Coronelle lisse.
Des rochers proéminents sont disséminés dans la hêtraie-sapinière. Bien exposés et couverts d’un sol superficiel et drainant, ils accueillent des chênes sessiles, des fougères, comme le polypode vulgaire, et des lichens. Les éboulis siliceux, ensembles de blocs granitiques anguleux aux dimensions variées, présentent une végétation clairsemée à base de framboisiers, rosiers des Alpes, fougères et lichens. Ils sont souvent associés aux érablaies.

### Chaumes, pelouses et prairies

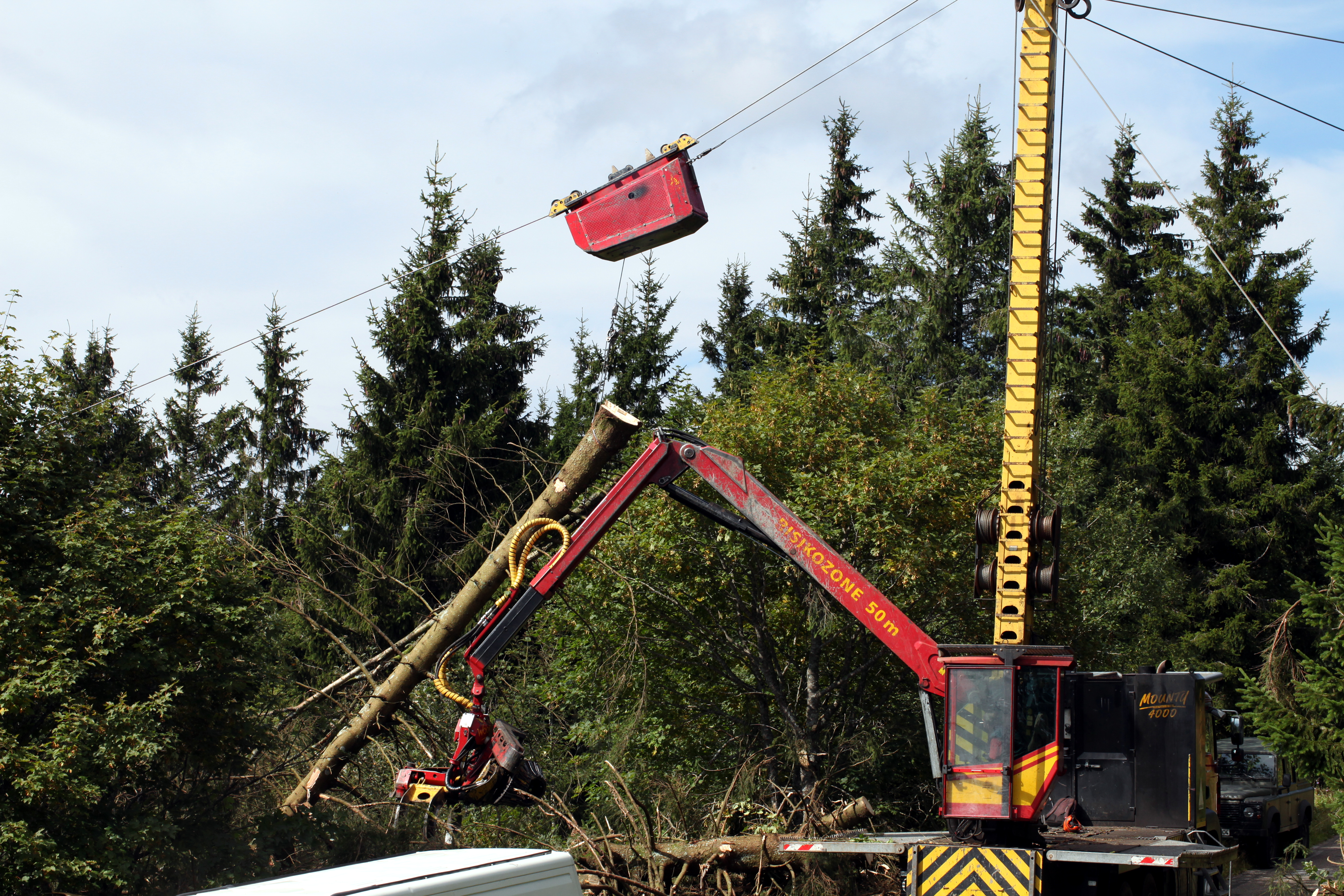
Débardage par câble au ballon de Servance.

Les hautes-chaumes sont une succession de milieux ouverts coiffant les sommets vosgiens. Ce sont principalement des landes, des pelouses et des zones de pâturage. Jusqu’à la première Guerre mondiale, l’élevage constituait une activité majeure de l'économie locale. Ensuite, et surtout durant les Trente glorieuses, la déprise agricole a entraîné rapidement l'abandon de nombreuses parcelles difficiles à exploiter et la forêt regagna du terrain au détriment des milieux ouverts. Aujourd’hui, il reste quatre chaumes dans la Réserve : le Ballon de Servance, le Beurey, le Plain des Bœufs et le Querty.
En 2014, des travaux de restauration de la chaume du ballon de Servance ont permis d'éliminer 1300 épicéas pour diversifier les lisières et reconquérir huit hectares de pâturages.

#### Pelouses sommitales
Situées au-dessus de 900 mètres d’altitude, ces pelouses sont dominées par les graminées comme le nard raide, et en partie couvertes de myrtilles et de callunes. Elles accueillent le Pipit farlouse et le Lièvre d'Europe. Sont également présentes de nombreuses fleurs comme le liondent des Pyrénées, l’arnica des montagnes, la pensée des Vosges ou la gentiane jaune. Elles s’étendent sur plus d’un tiers des chaumes de la Réserve et possèdent une valeur patrimoniale à l’échelle européenne.

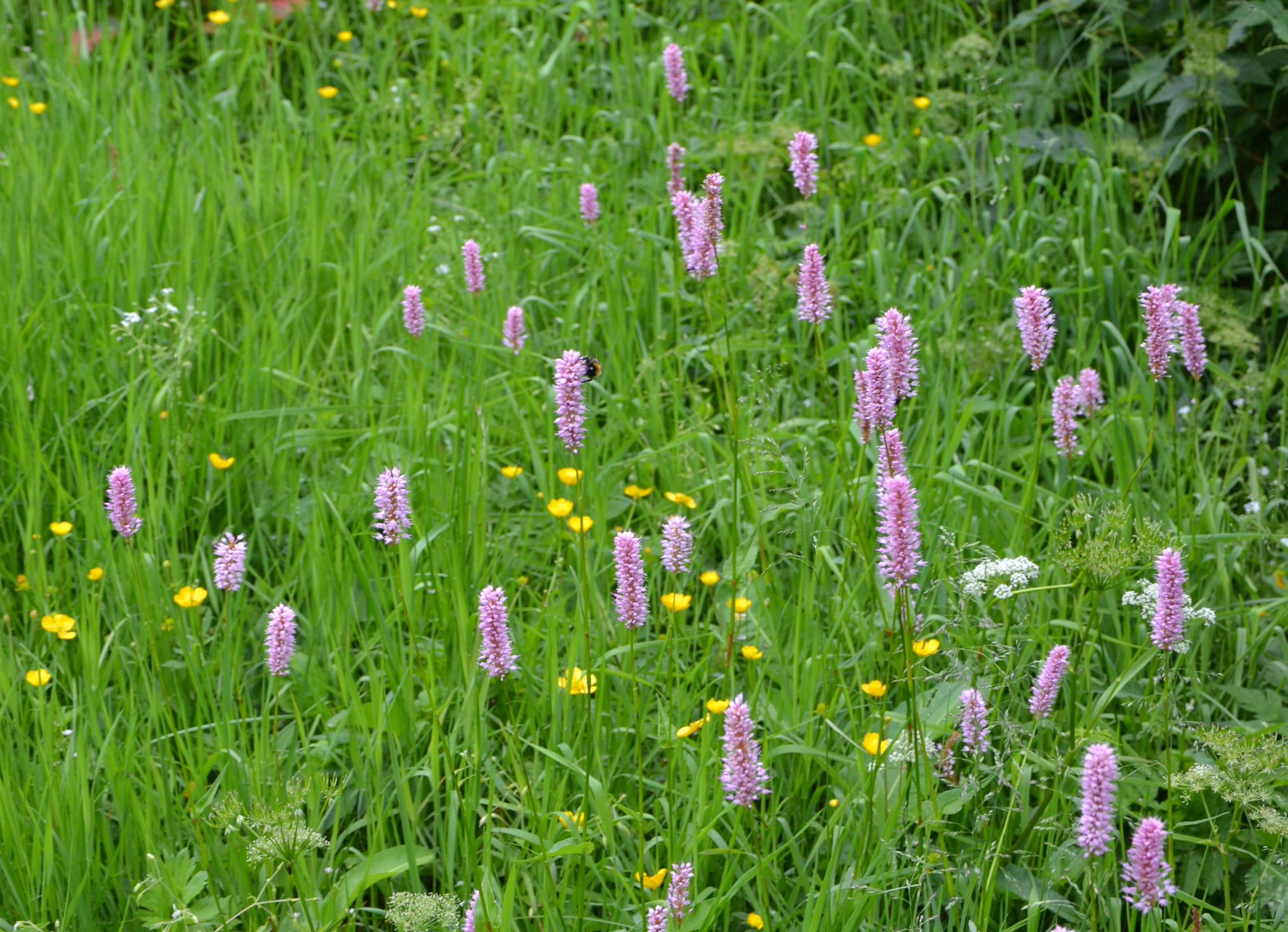
Renouée bistorte.

#### Landes sèches
Il s’agit de landes dominées par la myrtille, l’airelle rouge et la callune et parfois ponctuées d’arbres tels que le sorbier des oiseleurs, le bouleau verruqueux, l’épicéa. Parmi les herbacées, figure la potentille tormentille. On y trouve aussi la Miramelle alpestre. Du fait de l’intensification des pratiques agricoles, par épandage de lisier, fumure minérale ou retournement, cet habitat est en forte régression à l’échelle du massif vosgien. On le trouve aujourd’hui, souvent en lisière de forêt, de façon ponctuelle. Il couvre au total 16 hectares dans la Réserve.

#### Prairies de fauche
Issues de la déforestation de la hêtraie-sapinière, les prairies montagnardes sont souvent très riches en espèces végétales dont le nombre peut atteindre une centaine. Les plus caractéristiques sont la renouée bistorte, le géranium des bois et la raiponce noire. On peut y trouver certaines espèces d’orchidées protégées en Franche-Comté comme l’orchis blanc. Ces prairies pâturées s’étendent sur 15 hectares.

### Tourbières et ruisseaux

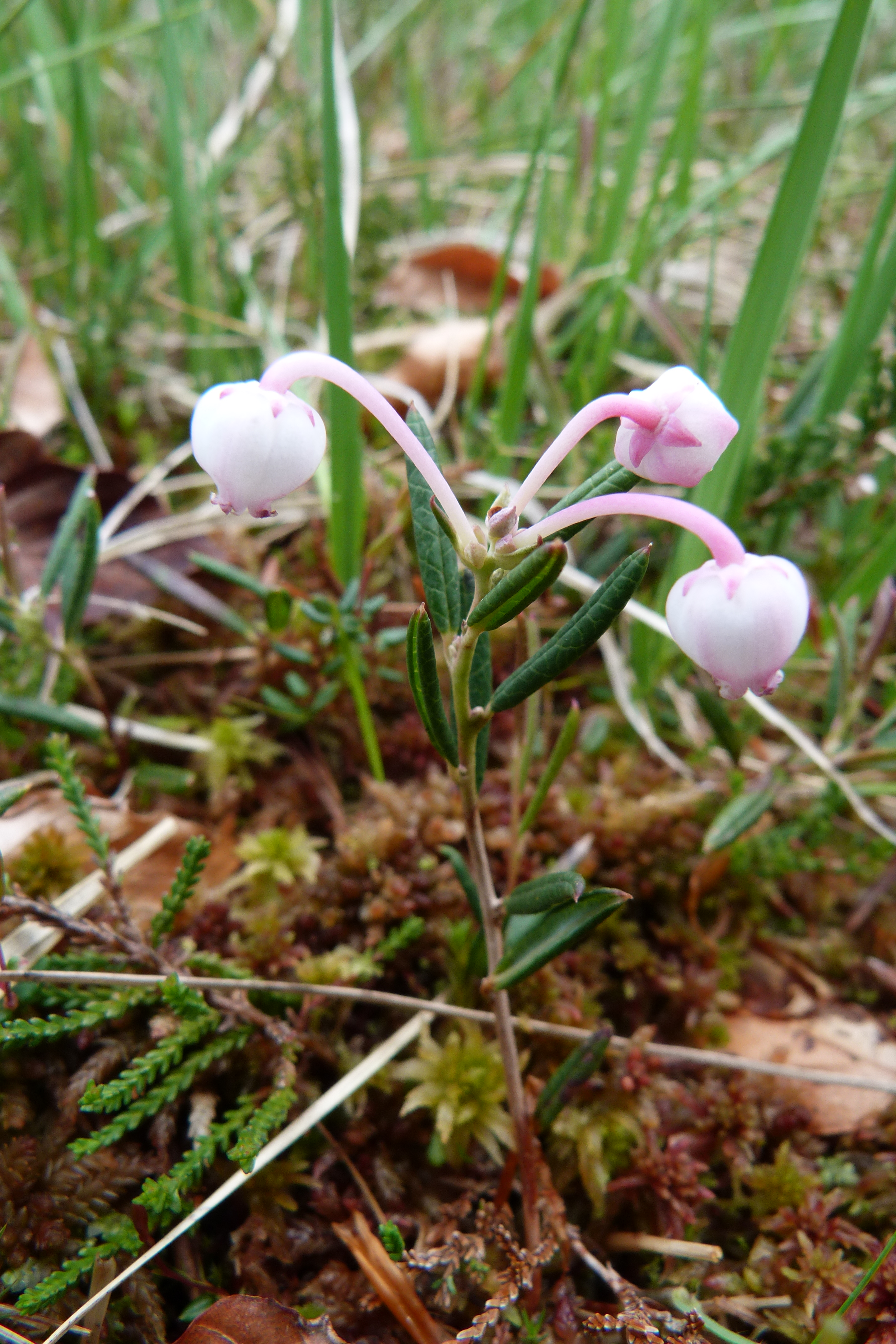
Andromède à feuilles de polium.

Le massif compte deux tourbières principales : le Rossely, alimenté par un ruisseau, et la tourbière de Bravouse, alimentée par les eaux de pluie. Par ailleurs, de plus petites tourbières de pente ou de sommet parsèment le territoire. La camarine noire, la circée des Alpes et le lycopode inondé y prospèrent. Malgré leur aspect naturel, ces tourbières ont fait l’objet de nombreuses interventions humaines. Certaines ont été exploitées pour la tourbe, tandis que d’autres ont été aménagées pour des besoins agricoles, ou encore militaires. Des travaux de restauration et d’entretien ont également été réalisés avant la création de la Réserve.

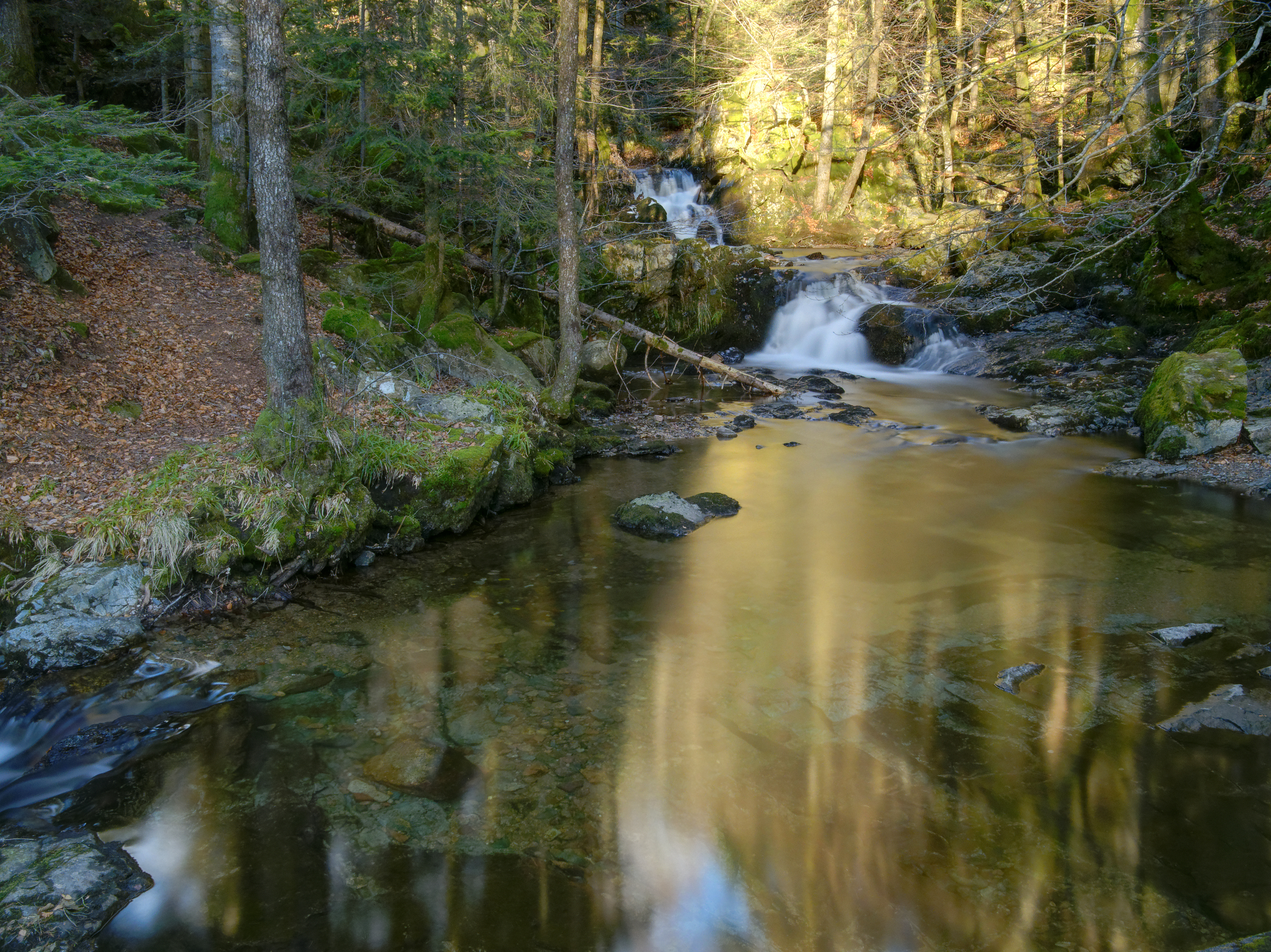
La Savoureuse à Lepuix.

La réserve naturelle jouit d’une situation privilégiée puisqu’elle se situe sur la ligne de partage des eaux entre les réseaux rhénans et rhodanien. Les cours d’eau de la Réserve sont
soumis à un régime torrentiel. Ils sont fréquentés par la Leucorrhine douteuse et la Bergeronnette des ruisseaux. Cependant, la couche granitique très épaisse, les tourbières et la couverture forestière quasi-continue, contribuent à la régulation de leur débit. Ce système d’éponge naturelle génère un stockage et une épuration des eaux en amont des rivières. Ainsi, l’état des eaux de la Réserve conditionne la qualité et la quantité de l’eau circulant dans les vallées.

## Intérêt touristique et pédagogique
La réserve présente des milieux de qualité, par leur étendue, la beauté des paysages et des points de vue, notamment sur le massif des Vosges et les plaines voisines. Elle est située à proximité immédiate du site très fréquenté du Ballon d'Alsace. Parcourue par plusieurs itinéraires de randonnée pédestre balisés par le Club vosgien, elle est facile d'accès pour les promeneurs.
La réserve ne possède cependant pas de lieu d'accueil pour les visiteurs, ni de sentier d'interprétation ou d'équipement didactique.

## Administration, Plan de gestion, règlement
La réserve naturelle est cogérée par l'ONF Nord Franche-Comté et le Parc naturel régional des Ballons des Vosges.

### Outils et statut juridique
Le décret de création date du 4 juillet 2002. Les gestionnaires actuels ont été désignés en mars 2003. Le plan de gestion 2008-2012 est terminé.
Le territoire de la réserve naturelle combine de nombreux statuts de protection sur des périmètres variés : ZNIEFF de type I et II, ZICO, ZPS, SIC, Site classé du Ballon d'Alsace, Forêt de protection, etc. Par ailleurs des parcelles forestières ont un statut de Réserve intégrale.

### Réglementation
La période du 15 décembre au 14 juillet est une période sensible dans la réserve naturelle à cause du dérangement produit par les déplacements hors des sentiers balisés.
- La randonnée pédestre est possible sur les sentiers balisés et autorisés tout au long de l’année ; elle est même possible hors sentiers entre le 15 juillet et le 15 décembre, hormis quelques zones plus fragiles (tourbières de Bravouse et du Rossely).
- La randonnée équestre, le VTT sont autorisés sur les sentiers balisés et autorisés tout au long de l’année.
- Le ski et les raquettes sont autorisés sur les sentiers balisés et autorisés pendant la période hivernale.
- La cueillette des myrtilles est autorisée du 15 juillet au 15 décembre à hauteur de 2 kg/jour et par personne (consommation familiale). L’utilisation du peigne, tolérée dans la réserve s’il est bien utilisé (pas d’arrachage ou de mutilation des parties ligneuses), peut être également régie à l’échelle départementale par arrêté préfectoral. C’est le cas dans le département de la Haute-Saône, dans lequel l’usage du peigne est interdit (au contraire des Vosges et du Territoire de Belfort où il n’existe pas d’arrêté préfectoral à ce sujet).
- Le ramassage des champignons à des fins de consommation familiale est autorisé du 15 juillet au 15 décembre à hauteur de 2 kg/jour et par personne.
- Sont interdits dans la réserve : la présence de chiens même tenus en laisse, le prélèvement de fleurs et de minéraux, la photographie à l’affût, la circulation des véhicules à moteur en dehors des voies ouvertes à la circulation, le camping, les feux, le dépôts d’ordures, les nuisances sonores et la destruction d’espèces animales ou végétales. La chasse, la pêche et les manifestations sportives organisées dépendent de dispositions réglementaires spécifiques.